# Cristilabrum primum
Cristilabrum primum é uma espécie de gastrópode  da família Camaenidae.
É endémica da Austrália.